# 이봉종 (1883년)
이봉종(李鳳鍾, 1883년 음력 6월 29일 ~ ?)은 대한제국과 일제강점기의 관료이다.

## 생애
1902년에 판임관 6등으로 농상공부 산하 전보사 주사에 임명되면서 대한제국 말기에 실무 관리로 일했다. 1903년에는 판임관 5등으로 승급하였으며, 1905년에 잠시 사직하였다가 복귀했다.
1905년에 탁지부 주사에 임명되었으며, 이듬해에는 전라도와 경상남도의 세무를 시찰하였다. 이후 계속해서 세무를 담당하는 재무 관료로 근무했다. 1907년에 탁지부 서기랑에 올랐다.
탁지부 본청 비서과에서 6품 관리로 근무하다가 1910년 한일 병합 조약 체결을 맞았다. 한일 병합으로 조선총독부 체제가 출범하면서 총독부 관리로 이동하였고, 경기도 강화군 서기로 발령받았다. 1913년에는 교동군 군수로 승진하였다.
이후 파주군과 강화군 군수를 역임하고 파주군수로 재직할 때는 경기도 지방토지조사위원회 임시위원도 겸임하였다. 1922년 3월에 퇴임하였으며, 퇴관 당시 정7위 훈5등에 서위되어 있었다. 쇼와 천황 즉위를 기념하는 쇼와대례기념장도 수여받은 바 있다.
2008년 민족문제연구소가 발표한 친일인명사전 수록예정자 명단 중 관료 부문에 포함되었다.

## 참고자료
- 이봉종(李鳳鍾) - 국사편찬위원회